# Elecciones presidenciales de Estados Unidos de 2024 en Utah
Las elecciones presidenciales de Estados Unidos de 2024 en Utah se llevaron a cabo el 5 de noviembre de 2024, como parte de las elecciones presidenciales de Estados Unidos de 2024. Los votantes de Utah eligieron a los seis electores que los representarían en el Colegio Electoral mediante votación popular.
Utah, un estado de las Montañas Rocosas, debido en gran medida a su mayoría mormona conservadora, no ha sido ganado por un candidato presidencial demócrata desde la victoria de Lyndon B. Johnson en 1964. Por lo tanto, se esperaba que ganara cómodamente el candidato republicano Donald Trump.

## Resultados

### Generales
| Partido                                                         | Partido                 | Candidato          | Votos     | %      |
| --------------------------------------------------------------- | ----------------------- | ------------------ | --------- | ------ |
|                                                                 | Republicano             | Donald Trump       | 883,818   | 59.38% |
|                                                                 | Demócrata               | Kamala Harris      | 562,566   | 37.79% |
|                                                                 | Libertario              | Chase Oliver       | 16,902    | 1.14%  |
|                                                                 | Constitución            | Joel Skousen       | 8,402     | 0.56%  |
|                                                                 | Verde                   | Jill Stein         | 8,222     | 0.55%  |
|                                                                 | Socialismo y Liberación | Claudia De la Cruz | 3,189     | 0.21%  |
|                                                                 | Independiente           | Lucifer Everylove  | 2,653     | 0.18%  |
|                                                                 | Independiente           | Cornel West        | 2,199     | 0.15%  |
| Escritos                                                        | Escritos                | Escritos           | 543       | 0.04%  |
|                                                                 |                         |                    |           |        |
| Total                                                           | Total                   | Total              | 1,488,494 | 100    |
| Participación                                                   | Participación           | Participación      | 1,488,494 | 74.00% |
| Registrados                                                     | Registrados             | Registrados        | 2,011,383 |        |
|                                                                 |                         |                    |           |        |
| Fuente: Utah Election Results Utah Voter Registration Statistic |                         |                    |           |        |

### Por condado
|            | Trump Republicano | Trump Republicano | Harris Demócrata | Harris Demócrata | Total   | Margen  | Margen |
| Condado    | Votos             | %                 | Votos            | %                | Total   | Votos   | %      |
| ---------- | ----------------- | ----------------- | ---------------- | ---------------- | ------- | ------- | ------ |
| Beaver     | 2,781             | 86.58             | 394              | 12.27            | 3,212   | 2,387   | 74.31  |
| Box Elder  | 22,853            | 77.91             | 5,274            | 17.98            | 29,332  | 17,579  | 59.93  |
| Cache      | 39,457            | 65.48             | 18,718           | 31.06            | 60,164  | 20,739  | 34.42  |
| Carbon     | 6,719             | 71.14             | 2,525            | 26.73            | 9,445   | 4,194   | 44.41  |
| Daggett    | 443               | 80.55             | 101              | 18.36            | 550     | 342     | 62.19  |
| Davis      | 101,293           | 60.81             | 59,895           | 35.96            | 166,570 | 41,398  | 24.85  |
| Duchesne   | 7,815             | 87.14             | 1,009            | 11.25            | 8,968   | 6,806   | 75.89  |
| Emery      | 4,341             | 86.63             | 603              | 12.03            | 5,011   | 3,738   | 74.60  |
| Garfield   | 2,211             | 78.66             | 541              | 19.25            | 2,811   | 1,670   | 59.41  |
| Grand      | 2,327             | 43.91             | 2,828            | 53.36            | 5,300   | -501    | -9.45  |
| Iron       | 21,571            | 77.38             | 5,683            | 20.39            | 27,878  | 15,888  | 56.99  |
| Juab       | 5,671             | 87.01             | 734              | 11.26            | 6,518   | 4,937   | 75.75  |
| Kane       | 3,277             | 73.02             | 1,137            | 25.33            | 4,488   | 2,140   | 47.69  |
| Millard    | 5,558             | 87.02             | 713              | 11.16            | 6,387   | 4,845   | 75.86  |
| Morgan     | 5,300             | 78.40             | 1,256            | 18.58            | 6,760   | 4,044   | 59.82  |
| Piute      | 854               | 88.68             | 94               | 9.76             | 963     | 760     | 78.92  |
| Rich       | 1,211             | 83.69             | 214              | 14.79            | 1,447   | 997     | 68.90  |
| Salt Lake  | 221,555           | 43.47             | 273,658          | 53.70            | 509,637 | -52,103 | -10.23 |
| San Juan   | 3,613             | 57.09             | 2,581            | 40.78            | 6,329   | 1,032   | 16.31  |
| Sanpete    | 10,653            | 82.30             | 1,906            | 14.72            | 12,944  | 8,747   | 67.58  |
| Sevier     | 9,526             | 87.19             | 1,236            | 11.31            | 10,926  | 8,290   | 75.88  |
| Summit     | 10,783            | 41.67             | 14,612           | 56.47            | 25,876  | -3,829  | -14.80 |
| Tooele     | 23,484            | 69.06             | 9,560            | 28.11            | 34,006  | 13,924  | 40.95  |
| Uintah     | 13,599            | 85.90             | 1,952            | 12.33            | 15,832  | 11,647  | 73.57  |
| Utah       | 203,476           | 68.25             | 84,937           | 28.49            | 298,143 | 118,539 | 39.76  |
| Wasatch    | 11,495            | 62.63             | 6,459            | 35.19            | 18,354  | 5,036   | 27.44  |
| Washington | 73,165            | 75.23             | 22,327           | 22.96            | 97,256  | 50,838  | 52.27  |
| Wayne      | 1,238             | 74.98             | 381              | 23.08            | 1,651   | 857     | 51.90  |
| Weber      | 67,549            | 60.28             | 41,238           | 36.80            | 112,054 | 26,311  | 23.48  |